# Pur
Pur (ros. Пур) – rzeka płynąca przez azjatycką część Rosji, w Jamalsko-Nienieckim Okręgu Autonomicznym. Powstaje z połączenia rzek Piakupur i Ajwasiedopur. Długość ok. 389 km (łącznie z Piakupurem – 1024 km), powierzchnia dorzecza – 112 000 km². Rzeka uchodzi do zatoki Taz Morza Karskiego.